# Team chasing
Le Team Chasing est un sport équestre britannique, où des équipes de quatre se poursuivent sur un parcours de cross composé d'environ 25 obstacles sur une distance d'un peu plus de 3 km. 
Les équipes partent par intervalles dans une course contre-la-montre, le temps du troisième couple cavalier/cheval de chaque équipe étant celui retenu pour l'ensemble de l'équipe, peu importe que le dernier membre franchisse ou non la ligne d'arrivée.
Cette discipline a été inventée en 1974 par Douglas Bunn, le propriétaire et créateur du concours de saut d'obstacles Hickstead.